# Kozmic Blues Band
Kozmic Blues Band foi uma banda liderada por Janis Joplin e ela buscava mais liberdade de decisão nos rumos que sua carreira tomava. Desta forma Joplin resolve abandonar a banda Big Brother para formar a sua própria, o The Kozmic Blues Band. Seu primeiro álbum como artista solo, foi o I Got Dem Ol' Kozmic Blues Again Mama!. 
O resultado não foi tão bom quanto o esperado, pois embora a sua nova banda tivesse melhores músicos e melhores equipamentos e condições, não tinha a espontaneidade e sintonia da banda Big Brother and the Holding Company que caracterizaram seus trabalhos anteriores.